# گنیازدووو
گنیازدووو (به بلغاری: Gnyazdovo) یک منطقهٔ مسکونی در بلغارستان است که در شهرستان کاردژالی واقع شده‌است.